# Gränslösa kulturföreningen
Gränslösa kulturföreningen är en förening som verkar för att skapa och sprida kultur med ett gränslöst och solidariskt perspektiv. I föreningens programförklaring förklaras det att föreningen ser kulturen som en väg för att skapa ett bättre samhälle. Föreningen bildades 1997 i Skellefteå och har givit ut ett 30-tal skivor med olika artister som Den förlorade generationen och Emanuel Blume.